# SCR-268
SCR-268 (Signal Corps Radio № 268) — первый серийный радиолокатор армии США. Массово выпускался во время второй мировой войны. Использовался в качестве системы обнаружения самолётов и наводки зенитной артиллерии и прожекторов.

## История создания
С начала 1930 годов США стали заниматься опытами в области радиолокации. В 1934 году было предложено исследовать возможность применения в радиолокации импульсного метода излучения, для чего был создан опытный образец. Официальная разработка SCR-268 началась в феврале 1936 года, когда были утверждены тактико-технические требования на аппаратуру. Было изготовлено три опытных образца. Первый — SCR-268 T1 работал на частоте 133 МГц, затем сниженных до 110 МГц, мощность образца составляла 75 Вт, частота повторений импульсов 10 КГц. Конструкция данного образца легла затем в основу РЛС SCR-268 и SCR-270. В декабре 1936 года станция смогла обнаружить летящий самолёт на расстоянии 11 км, при этом приёмник и передатчик были разнесены друг от друга на 1,5 км. В начале 1937 года была проведена работа, направленная на улучшение антенн, для увеличения точности определения угловых координат. Станция с новой антенной обнаружила самолёт на расстоянии 35 км с ошибкой по азимуту 7-8°.
В процессе совершенствования РЛС были созданы три различных антенны: для передатчика, приёмника угла места и приёмника азимута, разработаны новые супергетеродины приёмников и новый передатчик на 5-10 КВт. 26 мая 1937 года РЛС была успешно продемонстрирована военному министру Гарри Вудрингу. Летом 1937 года станция получила новые антенны для работы по способу равносигнальной зоны, который значительно увеличивает точность по угловым координатам. В ноябре 1938 года РЛС испытывалась в штате Виргиния в расположении подразделения береговой артиллерии. По результатам опытный образец был признан удовлетворяющим требованиям технического задания по всем параметрам за исключением точности определения угловых координат цели: вместо 1° по тех. заданию фактически было лишь 4° по азимуту и 2,5° по углу места. Точность по дальности составляла 600 м. Станция обнаруживала разрывы в воздухе снарядов среднекалиберной зенитной артиллерии. После этих испытаний было решено отказаться от совместного использования с РЛС теплового обнаружителя самолётов, работавшего в инфракрасном диапазоне. До того он работал вместе со станцией для повышения точности определения координат, но его показания сильно зависели от состояния погоды
Второй опытный образец — SCR-268 T2 был во многом аналогичен первому, но работал на более высокой частоте — 205 МГц. На завершающем этапе разработок основные силы были направлены на третий опытный образец SCR-268 T3 созданный в апреле 1940 года. В этом же месяце были начаты его испытания, по результатам которых РЛС признавалась удовлетворяющей всем требованиям технического задания. В августе утверждён заказ на промышленное производство. К декабрю 1940 года Корпус войск связи изготовил своими силами 18 станций. Первые РЛС от промышленности были выпущены в феврале 1941 года в количестве 14 штук. SCR-268 выпускался по апрель 1944 года. За время производства было изготовлено 2974 станции.

## Описание

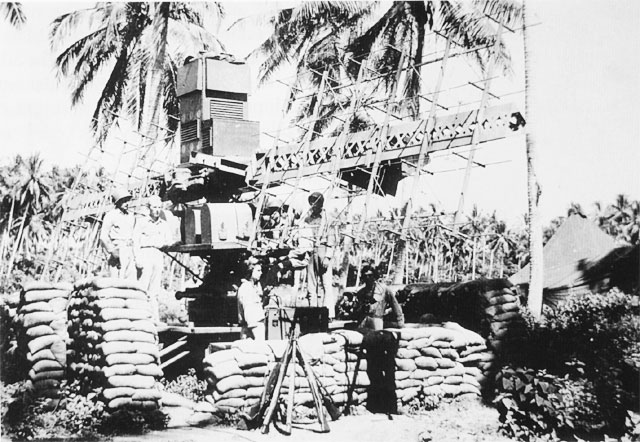
SCR-268 на Гуадалканале. 1942 год

Оборудование РЛС размещалось на трёх автоприцепах: сама станция — на одном, бензиновый электрогенератор мощностью 15 КВт — на другом, и высоковольтный выпрямитель с другим вспомогательным оборудованием — на третьем. На прицепе станция установлена на вращающемся основании и состоит из передатчика, передающей антенны, двух приёмных антенн с приёмником для каждой из них и трёх электронно-лучевых индикаторов на местах операторов. На индикаторах угла места и азимута наблюдались два отражённых от цели импульса на некотором расстоянии друг от друга (из-за быстрого переключения диаграммы направленности приёмных антенн). Со своего места операторы поворачивали антенну в сторону цели, пока два импульса на экране не становились одинаковой высоты. Третий индикатор отражал дальность до цели. Координаты цели передавались затем на прибор управления прожектором, либо на ПУАЗО зенитной батареи.

## Применение
Станциями SCR-268 оснащались батареи зенитных орудий среднего калибра, а также подразделения, использующие зенитные прожектора. В июле 1941 года 7 РЛС были установлены в районе Панамского канала, в августе две станции установили в Исландии. 16 РЛС установили на Гавайских островах в декабре 1941 года. Станция SCR-268 выпускалась в большом количестве и применялась на всех театрах боевых действий второй мировой войны с участием США. С 1944 года скопированные РЛС стала производить и использовать Японская империя. Согласно американским документам по договору Ленд-лиза было отправлено 4 SCR-268 для Франции и 25 для СССР.